# Partitas, BWV 825–830
Prática do Teclado, consistindo de prelúdios, allemandes, courantes, sarabandas, gigas, minuetos, e outras galantarias, composta para amantes da música, para refrescar o espírito, por Johann Sebastian Bach, o Real Mestre de Capela à Sua Alteza o Príncipe de Anhalt-Cöthen e Diretor do Coro Musical de Leipzig. — Capa da Opus I. Publicada pelo Autor. 1731

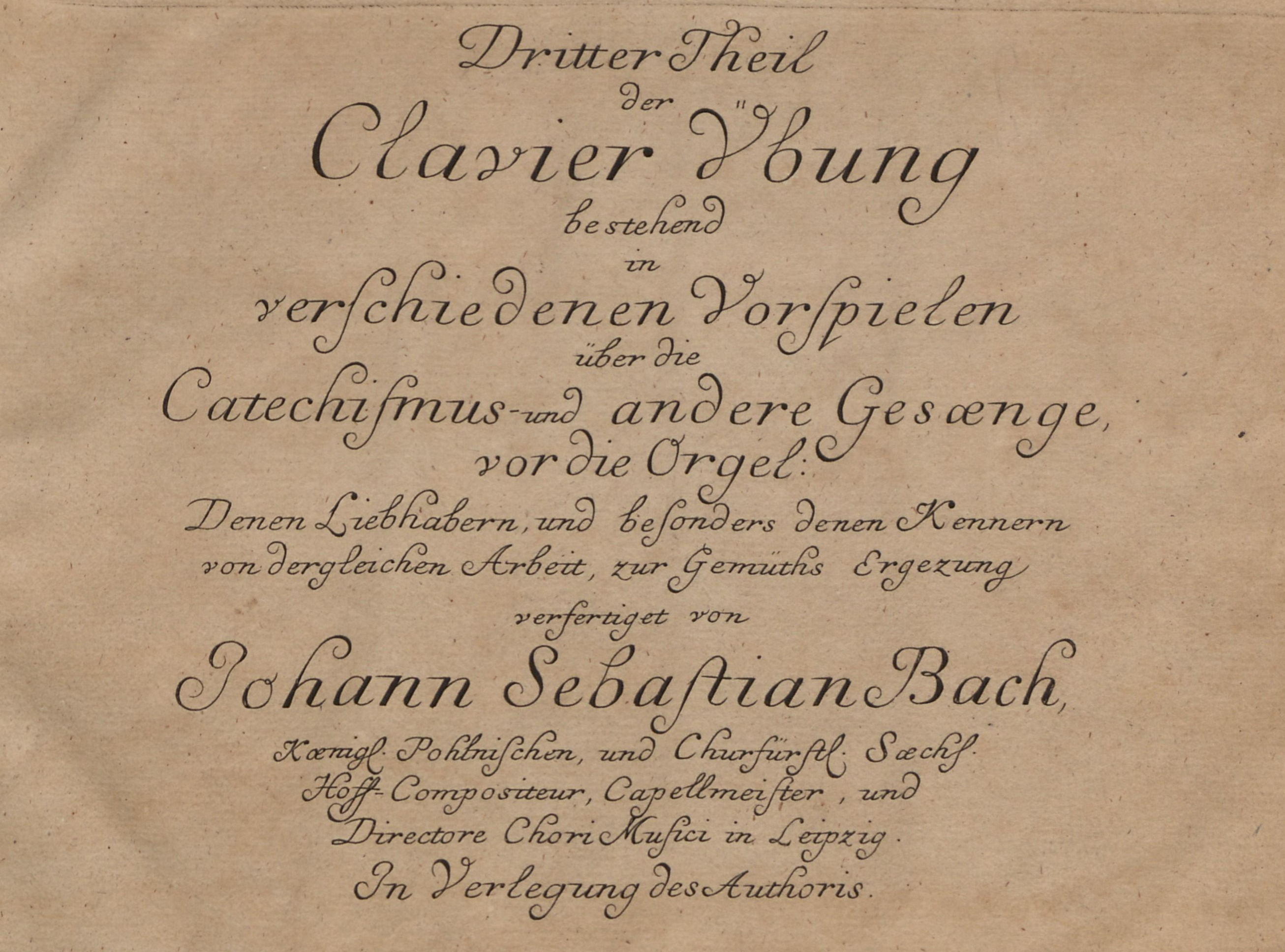
A Capa da frente do 3º livro do Clavierübung (III), um pouco similar ao Opus I

As Partitas, BWV 825–830, são um conjunto de seis suítes de cravo escritas por Johann Sebastian Bach, e publicadas entre 1726 e 1730, em Leipzig, sob o título da primeira parte dos trabalhos publicados durante a sua vida, e que se chamaram: Clavierübung. Elas foram as últimas das suas suites compostas para teclado as outras sendo, as Seis Suites Inglesas, BWV 806-811 e as Seis Suites Francesas, BWV 812-817.
As partitas, que foram publicadas na primeira parte da publicação de quatro partes total do Clavierübung, durante a vida de Bach, são consideradas o sumo do exercício da técnica extrema da composição de Bach para o teclado.
Embora Bach não teve a intenção que as partitas fossem tocadas no órgão, já houve vários organistas que assim tentaram. Donald Saltz, crítico de música barroca, escreveu que o órgão tem a tendência de ter a grandiosidade no seu som, e muito da música de Bach para o cravo de manual duplo é de uma delicadeza e técnica imensa, fazendo com que o órgão abafe a essência do som, as minuciosas técnicas tão repletas de ornamentações que Bach escreve para o cravo.

## Histórico
Em 1723, Bach já tinha estabelecido sua reputação de virtuoso tecladista quando ele foi apontado kantor da Igreja de São Tomás e diretor de música em Lípsia. Ele também era, igualmente, um compositor bem sucedido e muito hábil ao improvisar no órgão. Ele também já tinha provado que podia compor para vários estilos, de altamente complexas fugas à peças galantes como as suítes. Neste novo emprego, Bach pode ter querido impressionar os seus patrões, na ocasião, e mostrar que ele era mais do que capaz de manter a posição para qual fora chamado a assumir, pois para a comissão dos jurados na sua admissão ele apresentou uma série de trabalhos recentes que ele mesmo tinha preparado, noutrora, para alunos. Entre estes trabalhos, incluíam-se: "Invenções e Sinfonias" (1723), e  "O Cravo Bem Temperado" (1722). O ocupante da cadeira que Bach iria assumir, até o último ano, era um compositor da mais alta reputação musical, Johann Kuhnau (1660-1722), este que tinha estabelecido as fundações da escola musical do cravo, na Alemanha. Bach já tinha também trabalhado com Kuhnau, em Halle, em 1716, examinando um órgão. Alem disto, o sobrinho de Kuhnau, Johann Andreas Kuhnau, era o copista das partes musicais das cantatas de Bach. Logo, era meio indicativo que Bach tinha que dar uma boa impressão aos seus novos empregadores e este legado da amizade entre os dois serviu para incentivar Bach a escrever as Seis Partitas 
Era o outono de 1726, quando Bach finalmente publicou a primeira partita. Esta se seguiu com as: nº 2 e 3, em 1727, nº 4 em 1728, nº 5 e 6, em 1730. Em 1731 Bach juntou as seis e publicou mais uma vez como uma coletânea, pelo título de "Opus I". Ele poderia capitalizar mais ainda em trabalhos já preparados e publicados anteriormente e com o dinheiro dos ganhos durante as primeiras publicações investir em futuras produções.

## O estilo das suites
Exatamente como as outras duas suites prévias, as francesas e as inglesas, todas as "Seis Partitas" seguem o esquema básico da suíte: "allemande-courante-sarabanda e giga". Neste esqueleto (cada uma possui variedade em seu próprio formato), primeiramente, colocando um movimento de abertura distinto (um prelúdio, uma sinfonia ou fantasia, ou mesmo uma abertura) que determinaria a cor e o temperamento de cada suite e, em seguida, pelas galantarias---danças opcionais---que ele adicionava opcionalmente nos finais das suítes. A variedade sempre aumenta mais em não colocar peças especificamente para danças, como um rondeau e burlesca, o que contribuiu muito para a continuidade da música e caráteres em cada suíte. Na "Partita nº2", Bach escolheu um capríccio para colocar no final da giga.
Bach mistura, o que parece ser aleatoriamente, as tonalidades para cada grupo de partita, sendo elas "Si bemol Maior; do menor; lá menor; Ré Maior; Sol Maior; e mi menor." Pelo menos assim parece ao primeiro olhar. Mas, olhando mais profundamente, a gente vê que Bach tem um esquema muito complexo, e ele escolhe expandir os intervalos para cima e para baixo, assim: 2ª (para cima), 3ª (para baixo), 4ª (cima), 5º (baixo), 6ª (cima) (isto é: de Sib a do menor é o intervalo de 2ª para cima; de do a lá menor, é o intervalo de 3ª para baixo; de lá a Ré, é 4ª (cima), assim por diante dando um caráter híbrido (crescendo) de dupla dimensão.
Bach, obviamente gostou desta experiência toda, pois nos próximos dez anos ele compôs e publicou em prestações, mais 3 coletâneas do Clavierübung ("livro para o cravo")---o mais completo estudo explorando a arte dos instrumentos de teclado que já foi publicado dos compositores barrocos alemães.

## Estruturas das Partitas, BWV 825 à BWV 830

### Partita I B-Dur BWV 825
- N° 1 em Si bemol maior, BWV 825
- Praeludium c
- Allemande c
- Courante 3/4
- Sarabande 3/4
- Menuett I – II – I 3/4
- Gigue c

### Partita II c-Moll BWV 826
- N° 2 em dó menor, BWV 826
- Sinfonia: Grave Adagio c – Andante c – 3/4
- Allemande ¢
- Courante 3/2
- Sarabande 3/4
- Rondeau 3/8
- Capriccio 2/4

### Partita III a-Moll BWV 827
- N° 3 em lá menor, BWV 827
- Fantasia 3/8
- Allemande c
- Corrente 3/4
- Sarabande 3/4
- Burlesca 3/4
- Scherzo 2/4
- Gigue 12/8

### Partita IV D-Dur BWV 828
- N° 4 em Ré maior, BWV 828
- Ouverture ¢ – 9/8
- Allemande c
- Courante 3/2
- Aria 2/4
- Sarabande 3/4
- Menuett 3/4
- Gigue 9/16

### Partita V G-Dur BWV 829
- N° 5 em Sol maior, BWV 829
- Praeambulum 3/4
- Allemande c
- Courante 3/8
- Sarabande 3/4
- Tempo di Menuetto 3/4
- Passepied 3/8
- Gigue 6/8

### Partita VI e-Moll BWV 830
- N° 6 em mi menor, BWV 830
- Toccata ¢ – c
- Allemande c
- Courante 3/8
- Air ¢
- Sarabande 3/4
- Tempo di Gavotta ¢
- Gigue Ø (= 4/2)